# غرانت وليامز (لاعب كرة سلة)
غرانت وليامز (مواليد 30 نوفمبر 1998) هو لاعب كرة سلة أمريكي يلعب في مركز لاعب هجوم قوي الجسم في نادي بوسطن سيلتكس.

## روابط خارجية
- غرانت وليامز (لاعب كرة سلة) على موقع إن بي أي (الإنجليزية)
- غرانت وليامز (لاعب كرة سلة) على موقع سبورتس رفرنس (الإنجليزية)
- غرانت وليامز (لاعب كرة سلة) على موقع كرة السلة الأوروبية.كوم (الإنجليزية)
- غرانت وليامز (لاعب كرة سلة) على موقع إي إس بي إن.كوم (الإنجليزية)
- غرانت وليامز (لاعب كرة سلة) على موقع كلية كرة السلة في سبورتس رفرنس.كوم (الإنجليزية)
- غرانت وليامز (لاعب كرة سلة) على موقع ريلجم (الإنجليزية)
- غرانت وليامز (لاعب كرة سلة) على موقع بروبوليرز (الإنجليزية)